# Nikolai von Baranoff (Maler)
Nikolai von Baranoff (* 1. Mai 1808 in Reval; † 6. August 1863 in Weißenstein, Estland) war ein baltischer Maler und Künstler.

## Leben
Nikolai war seit seiner Geburt taubstumm und lebte ungefähr seit 1817 in einer Taubstummenanstalt in Berlin. Er studierte Malerei in München und Wien, lebte zeitweise in Rom und dann für längere Zeit in Sankt Petersburg, später übersiedelte er nach Weißenstein. Er war als „Freier Künstler“ Mitglied in der Akademie der Künste in Sankt Petersburg.
Nikolai v. B. stammte aus dem schwedisch-russischen Adelsgeschlecht von Baranoff. Sein Vater war der russische Oberstleutnant Joachim von Baranoff, Herr auf Wätz und Bremerfeld in der  Gemeinde Paide (* 1776 in Reval; † 1862 in Weißenstein), der mit Elisabeth Hay (1772–1852) verheiratet war. Nikolais Vettern waren die russischen Generale Nikolai von Baranoff (1808–1883), Johann Graf von Baranoff (1811–1884) und Paul Graf von Baranoff (1814–1864). Nikolai heiratete Eleonore Abramowsky († 1849 in Sankt Petersburg) aus Elbing. Ihre Nachkommen waren: Karl Johann Nikolaus (* 3. September 1843 in Nürnberg; † 22. Januar 1867 in Sankt Petersburg) und Wilhelm Alexander Joachim (* 2. Mai 1846 in Sankt Petersburg; † 1879 in Wien).

## Werke

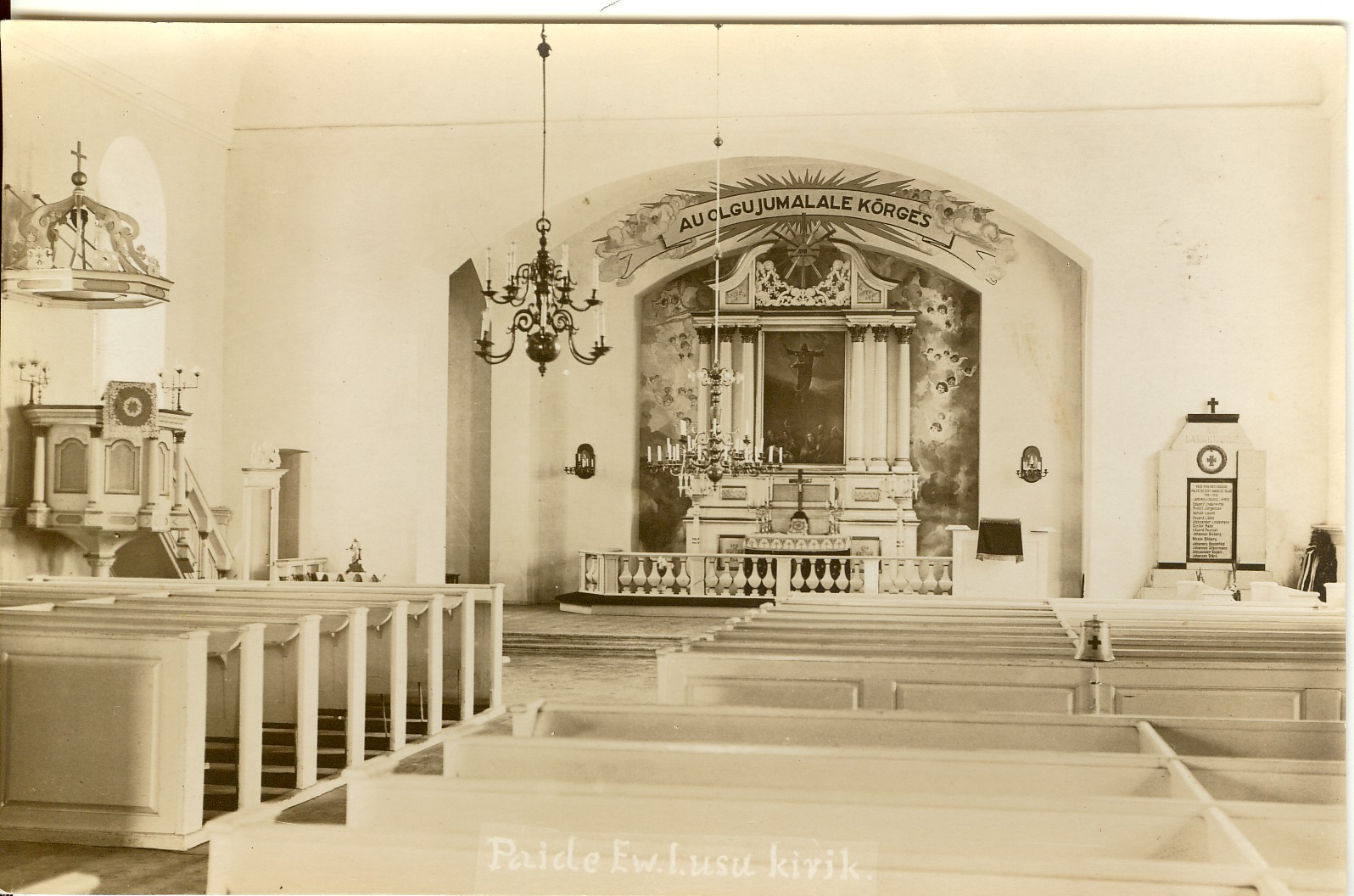
Altarbild in der ev.-luth. Kirche in Weißenstein

Seine Werke bestanden überwiegend aus Porträts russischer Schauspieler und Schauspielerinnen. Er schuf Heiligenbilder in Sankt Petersburger Kirchen, sowie das Altarbild (1848) in der Kirche zu Weißenstein und einige Genrebilder.